# Boris Záhumenský
Boris Záhumenský (né le 25 août 1985 à Skalica en Tchécoslovaquie) est un joueur de hockey sur glace professionnel slovaque.

## Carrière de joueur
Boris Záhumenský commence sa carrière professionnelle en 2004 dans son club formateur, le HC Dukla KAV Hurban Senica en 1.liga, le second échelon slovaque. Il y restera durant 4 saisons. En 2008, il commence la saison avec le club de Dijon. Ne se plaisant pas en Bourgogne, il part ensuite à Gap, alors en Division 1. À l'issue de la saison, il est Champion de France avec le club des Hautes-Alpes. Il rejoint l'Allemagne en 2009 et le club de l'EV Landsberg en Oberliga. Après un début de saison satisfaisant avec 4 buts et 1 assistances en 6 matchs, il est victime d'une commotion cérébrale contre l'EHC Dortmund. Il resta quelques jours dans le coma et dû mettre fin à sa saison. Après une saison sans compétition et de repos, il retrouve les chemins de la glace avec son club d'origine, le HC Dukla KAV Hurban Senica.

## Trophées et honneurs personnels
Division 1
- 2008-2009: Champion de France de Division 1

## Statistiques
| Saison    | Équipe                     | Ligue         |    | Saison régulière | Saison régulière | Saison régulière | Saison régulière | Saison régulière |   | Séries éliminatoires | Séries éliminatoires | Séries éliminatoires | Séries éliminatoires | Séries éliminatoires |
| Saison    | Équipe                     | Ligue         | PJ | B                | A                | Pts              | Pun              | PJ               | B | A                    | Pts                  | Pun                  |                      |                      |
| 2003-2004 | HC Dukla KAV Hurban Senica | ExtraligaU20  | 32 | 2                | 7                | 9                | 69               | -                | - | -                    | -                    | -                    |                      |                      |
| 2004-2005 | HC Dukla KAV Hurban Senica | Extraliga U20 | 18 | 22               | 16               | 38               | 8                | -                | - | -                    | -                    | -                    |                      |                      |
| 2004-2005 | HC Dukla KAV Hurban Senica | 1.liga        | 6  | 0                | 0                | 0                | 0                | -                | - | -                    | -                    | -                    |                      |                      |
| 2005-2006 | HC Dukla KAV Hurban Senica | 1.liga        | 40 | 3                | 6                | 9                | 52               | -                | - | -                    | -                    | -                    |                      |                      |
| 2006-207  | HC Dukla KAV Hurban Senica | 1.liga        | 40 | 3                | 11               | 14               | 32               | -                | - | -                    | -                    | -                    |                      |                      |
| 2007-2008 | HC Dukla KAV Hurban Senica | 1.liga        | 49 | 14               | 26               | 40               | 95               | 7                | 0 | 0                    | 0                    | 41                   |                      |                      |
| 2008-2009 | Dijon HC                   | Ligue Magnus  | 6  | 0                | 0                | 0                | 12               | -                | - | -                    | -                    | -                    |                      |                      |
| 2008-2009 | Gap Hockey Club            | Division 1    | 21 | 4                | 19               | 23               | 20               | 6                | 0 | 0                    | 0                    | 2                    |                      |                      |
| 2009-2010 | EV Landsberg               | Oberliga      | 6  | 4                | 1                | 5                | 14               | -                | - | -                    | -                    | -                    |                      |                      |
|           |                            |               |    |                  |                  |                  |                  |                  |   |                      |                      |                      |                      |                      |
| 2011-2012 | HC Dukla KAV Hurban Senica | 1.liga        | 25 | 1                | 5                | 6                | 20               | -                | - | -                    | -                    | -                    |                      |                      |
| 2012-2013 | HK Trnava                  | 1.liga        | 35 | 8                | 15               | 23               | 46               | -                | - | -                    | -                    | -                    |                      |                      |